# Coc (orador)
Coc (en llatí Coccus, en grec antic Κόκκος) fou un orador atenenc que segons Suides va ser deixeble d'Isòcrates d'Atenes i va escriure diversos discursos retòrics (λόγους ῥητορικούς). Per unes paraules de Quintilià s'ha suposat que era anterior a Isòcrates i fins i tot a Lísies, però això no es pot assegurar, perquè Quintilià fa una distinció comparativa dels estils de cada un, i no parla de la seva època.